# 上郭乡
上郭乡，是中华人民共和国山西省运城市盐湖区下辖的一个乡镇级行政单位。

## 行政区划
上郭乡下辖以下地区：
上郭村、邵村、山门村、郭家岔村、正北庄村、西北庄村、路家庄村、北陈村、东陈村、中陈村、西陈村、中陈庄村、南陈村、五里窑村、上段村、上马村和苏村。